# 抗膽鹼劑
抗膽鹼劑（英語：anticholinergic agent）是一種在中樞神經系統與周圍神經系統，阻斷神經遞質乙醯膽鹼的物質。抗膽鹼劑經由選擇性阻斷乙醯膽鹼神經遞質連結其神經細胞的受體，抑制副交感神經的衝動。副交感神經系統的神經纖維負責存在於消化系統、泌尿系統與肺等平滑肌的不隨意運動。抗膽鹼劑根據在中樞神經系統或周圍神經系統特定目標，分成三種類別：蕈毒鹼拮抗劑、神經節阻斷劑與神經肌肉阻斷劑。

## 醫學與娛樂用途
抗膽鹼劑治療以下多種用途：
- 腸胃功能紊亂（如胃炎、腹瀉、憩室炎、潰瘍性結腸炎、噁心與嘔吐）；
- 泌尿生殖系統紊亂（如膀胱炎、尿道炎與前列腺炎）；
- 呼吸系統疾病（如哮喘、慢性支氣管炎與慢性阻塞性肺病）；
- 過敏性迷走神經引發的竇性心動過緩；
- 失眠，通常只用於短期治療；
- 暈動病（包含暈眩與暈船等相關症狀）。

通常抗膽鹼劑有止涎藥（antisialagogue）的效果（減少唾液分泌），且最多會產生部分程度的鎮靜，在手術過程當中擁有較多的優勢。
當大量抗膽鹼藥物進入身體當中，其毒性會導致急性抗膽鹼藥物綜合症（acute anticholinergic syndrome）。該症狀可能會有意或無意間發生，並會因此拿來當作娛樂性藥物使用。抗膽鹼劑通常對許多娛樂性藥物的使用者而言，造成最小的快樂效果，可能會對於這些人而言會不至於引發興奮。在娛樂效果使用上，這些藥物通常會歸類成譫妄劑。